# Johan Falk: Blodsdiamanter
Johan Falk: Blodsdiamanter, es una película de acción estrenada el 9 de julio de 2015 dirigida por Peter Lindmark. 
La película es la decimoctava entrega de la franquicia y forma parte de las películas de Johan Falk.

## Sinopsis
El oficial Niklas Saxlid, del Grupo de Investigaciones Especiales "GSI" continúa como infiltrado en el gimnasio de la MMA manejado por el criminal checheno Ramzan y sus hombres, mientras la GSI investiga un acuerdo de armas hecho por la mafia. A él se le une el oficial Vidar Pettersson, quien también se infiltra en el gimnasio. Para vigilarlos el equipo decide poner un micrófono en la oficina de Ramzan.
Al mismo tiempo el oficial Johan Falk recibe una llamada de la criminal a la que sólo conoce como "La Rusa" y la confronta amenazándola con matarla por poner en peligro a su familia, la Rusa le dice que él sólo se puso en esa situación y por lo que Falk le dice que él no había matado a Larissa Dudajeva, a pesar de esto ella le dice que puede llamar a la policía letona y ellos iban a encontrar su ADN debajo de las uñas de Larissa. Cuando Helén se entera del encuentro le dice lo sucedido al oficial y amigo de Falk, Patrik Agrell, quien luego lo confronta por esconderle lo sucedido. Helén también se reúne con su ex Örjan Bohlin y le dice que su hija, Nina no quiere saber nada de él, luego de estar a punto de morir a causa de los comercios que él hacía con la mafia, también le revela que los hombres que lo amenazaban ahora amenazaban a su familia.
Mientras tanto el gánster Seth Rydell junto sus hombres se encuentran con Björkman, uno de los hombres de Jack, cuando Seth lo confronta por haber participado en el intento de asesinato en su contra y Björkman se burla, por lo que Rydell y Conny terminan acuchillándolo, cuando Jack se da cuenta lo intenta ayudar pero Björkman muere por las heridas.
En la estación de policía, la GSI no logra identificar al responsable del asesinato de Björkman, Falk le dice a Sophie que debe presionar a Seth para que le revele el lugar donde van a obtener las armas los chechenos. Vidar comienza a molestarse al no estar de acuerdo con que Niklas esté de infiltrado en el gimnasio, ya que era muy peligroso si los chechenos descubrían que era un oficial, sin embargo Sophie decide que Niklas continúe de encubierto.
Durante un enfrenamiento en el gimnasio Niklas lucha contra Seth, durante el enfrentamiento ambos se revelan que saben la verdad sobre sus identidades, pero deciden mantenerlo en secreto. Unos minutos después Ramzan y Seth continúan trabajando juntos, y Ramzan le advierte a Rydell que tenga cuidado con Madde. 
Por otro durante una visita de trabajo a Ali, Jack le dice que deben de tener cuidado, ya que Seth sabía que ellos estaban trabajando juntos y que habían sido los responsables del intento de asesinato en su contra. Ali le dice que deben de robar los diamantes primero y luego encargarse de Seth, poco después Jack se encuentra con Seth y le dice que robarán diamantes dentro de cinco días.
Sospechando que Jack les miente, Seth y sus hombres atacan a Bamse uno de los hombres de Jack, quien les revela que dentro de un día se hará el robo. Sin embargo antes de que puedan atacar, escuchan en las noticias que ya han robado los diamantes, enfurecidos por las mentiras deciden atacar a Jack y robarle, sin embargo cuando van a confrontarlo son atacados por Jack y Ali, y Viktor muere desangrado luego de recibir varios disparos.
En el gimnasio Ramzan, llama a Zacke, Renato, Leffi y Niklas y les dice que tiene un trabajo para ellos, luego de llevarlos a un abandonado búnker militar les revela que había encontrado un micrófono en su oficina y quería saber quién de los cuatro era policía o los mataría. Aunque se acusan entre ellos ninguno revela nada, 
Por otro lado Madde comienza a espiar a Seth y se revela que está trabajando para los oficiales Jann Ossian y Håkan Ullbrandt a cambio de nuevas identidades y dinero para huir, luego de descubrir que su ex Milo saldría de prisión en un mes. La GSI arresta a Mairbek uno de los hombres de Ramzan, quien les revele el paradero del búnker luego de que Vidar lo golpeara.
Sophie contacta a Seth y lo confronta por el secuestro de Niklas creyendo que él había revelado su verdadera identidad, sin embargo Seth le dice que no lo hizo y luego de discutir con ella acepta ayudarla. Sophie también le revela que Vijay intenta matarlo y que Jack sólo era una marioneta en su juego, también le dice que tenga cuidado con Madde, ya que podría hacer que lo encierren.
Los cuatro hombres planean atacar a los chechenos cuando entren, sin embargo se revela que Zacke es uno de los hombres de Ramzan, cuando les revela los planes del grupo, durante el enfrentamiento Artem le dispara accidentalmente a Renato, Leffi se da cuenta de que Niklas es el policía pero esconde su identidad cuando él le dice que va a protegerlo, por lo que Leffi le revela que los chechenos recibirían un cargamento de armas de Inglaterra a los Estados Unidos. Mientras tanto Ramzan finalmente decide llamarle a la rusa para pedirle ayuda.
Seth y su equipo ataca al primo de Jack, Manne-Dussin quien les revela el lugar donde se venderán los diamantes. Sin embargo Manne muere cuando Seth y sus hombres son atacados por los paquistaníes. Cuando van al hotel atacan a Jack y Ali, durante el enfrentamiento Jack muere luego de que Seth le clavara un cuchillo durante una pelea, sin embargo antes de morir salva a Seth de Ali, disparándole varias veces, le pide perdón a Seth y le revela que Vijay estaba detrás de todo.
Sophie, Johan y Patrick finalmente le revelan a Matte y Vidar que Johan estaba siendo chantajeado por la rusa luego de ser acusado falsamente del asesinato de Larissa en Letonia, también les dicen que anteriormente la mafia chechenia debió recibir un cargamento de armas, el cual fue confiscado por la GSI y la policía Letona. Poco después se revela que dentro de la GSI hay un oficial corrupto, quien es el que le dice a la rusa que Niklas es el oficial de la policía. Cuando Ramzan y sus hombres llegan al búnker torturan a Niklas golpeándole la mano con un martillo y le dicen a Zacke que le dispare a Leffi, intentando salvar la vida de Leffi, Niklas le dice a Ramzan que Seth es informante de la policía sin embargo Ramzan le ordena a Zacke que lo mata. 
Durante un enfrentamiento Niklas logra matar a Artem disparándole en el estómago y luego mata a Ramzan asfixiándolo, poco después la GSI llega, arrestan a Zacke y Vasilijy, y llevan a Niklas al hospital donde se recupera.
En la estación Vidar enfurecido confronta a Johan y lo acusa de haberle revelado a los criminales la identidad de Niklas, sin embargo Patrik le revela que Falk no había sido el responsable y que había un oficial corrupto entre ellos, por lo que Vidar se disculpa. Jann arresta a Seth e interroga a Sophie sobre su relación con él, Ossian le dice que ha estado siguiéndolos por los últimos tres años, Nordh les revela que los altos mandos de la policía le habían dado la instrucción a la GSI que usarán métodos no convencionales. Finalmente cuando Seth sale de prisión después de unas horas, se da cuenta de que Madde lo había estado engañando cuando ve que le había robado algunos diamantes.
Unos minutos después Milo es liberado de la prisión y se vuelve en el nuevo jefe del grupo de la mafia y se hace cargo del gimnasio de la MMA de Ramzan, cuando descubre que Madde había huido con su hijo se enfurece y ataca a dos luchadores en el ring.

## Personajes

### Personajes principales
| Actor                  | Personaje             | Ocupación                           | Notas                                                 |
| ---------------------- | --------------------- | ----------------------------------- | ----------------------------------------------------- |
| Jakob Eklund           | Johan Falk            | Oficial de la Unidad GSI            | -                                                     |
| Jens Hultén            | Seth Rydell           | Gánster / Informante                | -                                                     |
| Meliz Karlge           | Sophie Nordh          | Jefa de la Unidad GSI               | -                                                     |
| Mårten Svedberg        | Vidar Pettersson      | Oficial de la Unidad GSI            | -                                                     |
| Alexander Karim        | Niklas "Nicko" Saxlid | Oficial de la Unidad GSI            | -                                                     |
| Björn Bengtsson        | Jack                  | Gánster / Criminal                  | murió luego de que Seth lo apuñalara                  |
| Mahmut Suvakci         | Ali Mahmoud Hansson   | Criminal                            | murió luego de que Jack le disparara en la espalda    |
| Christian Svensson     | Ramzan                | Criminal Checheno / Luchador de MMA | murió luego de que Niklas le rompiera el cuello       |
| Mikael Tornving        | Patrik Agrell         | Oficial de la Unidad GSI            | -                                                     |
| Zeljko Santrac         | Matte                 | Oficial de la Unidad GSI            | -                                                     |
| Henrik Lundström       | Leffi                 | Criminal / Entrenador de MMA        | murió luego de que Zacke le disparara                 |
| Lukas Loughran         | Zacke                 | Criminal / Entrenador de MMA        | arrestado                                             |
| Ivan Mathias Petersson | Artem                 | Criminal Checheno                   | murió luego de que Niklas le disparara en el estómago |
| Jonatan Rodriguez      | Renato                | Empleado del Gimnasio de MMA        | murió luego de que Artem le disparara                 |
| Peter Franzén          | Milo Mikhailov        | Criminal                            | -                                                     |
| Marie Richardson       | Helén Andersson-Falk  | Esposa de Johan                     | -                                                     |

### Personajes secundarios
| Actor                   | Personaje                  | Ocupación                                         | Notas                                                            |
| ----------------------- | -------------------------- | ------------------------------------------------- | ---------------------------------------------------------------- |
| Christian Brandin       | Conny Lloyd                | Gánster / Miembro de la Banda de Seth             | -                                                                |
| Micke Spreitz           | Danne                      | Gánster / Miembro de la Banda de Seth             | -                                                                |
| Anders Gustavsson       | Victor Eriksen             | Gánster / Miembro de la Banda de Seth             | murió luego de que uno de los hombres de Jack y Ali le disparara |
| Ulf Stenberg            | Bamse                      | Criminal / Miembro de la Banda de Jack            | -                                                                |
| Daniel Larsson          | Crille Björkman            | Criminal / Miembro de la Banda de Jack            | murió luego de que Seth y Conny lo apuñalaran                    |
| Vuksan Rovcanin         | Vasilij                    | Criminal Checheno / Miembro de la Banda de Ramzan | arrestado por sus crímenes                                       |
| Semir Chatty            | Mairbek                    | Criminal Checheno / Miembro de la Banda de Ramzan | -                                                                |
| Magnus Mark             | Jann Ossian                | Jefe de Investigaciones Internas / Oficial        | -                                                                |
| Johan Hultman           | Manne-Dussin               | Criminal / Primo de Jack                          | murió luego de que los paquistaníes lanzaran una bomba           |
| Malgorzata Pieczynska   | "La Rusa"                  | Criminal                                          | -                                                                |
| Erik Bolin              | Håkan Ullbrandt            | Oficial / Jefe de Control Interno                 | -                                                                |
| Fredrik Dolk            | Peter Kroon                | Detective Inspector / Oficial                     | -                                                                |
| André Sjöberg           | Dick Jörgensen             | Oficial de la Unidad GSI                          | -                                                                |
| Ori Merom Pics          | Ortsa                      | Criminal Checheno / Miembro de la Banda de Ramzan | -                                                                |
| Jack Beijer Körlof      | Rooney Mattson             | Criminal / Miembro de la Banda de Jack            | murió durante el robo de los diamantes                           |
| Johan Hedenberg         | Örjan Bohlin               | Empresario                                        | -                                                                |
| Alvina Nilsson          | Luna Rydell                | Hija de Seth                                      | -                                                                |
| Hanna Alsterlund        | Nina Andersson Falk        | Hijastra de Johan                                 | -                                                                |
| Isidor Alcaide Backlund | Ola Falk                   | Hijo de Johan                                     | -                                                                |
| Jonas Bane              | Bill                       | Novio de Nina                                     | -                                                                |
| Alexander Gustafsson    | -                          | Jefe de Policía                                   | -                                                                |
| Ulrika Nilsson          | -                          | Locutora de TV4                                   | -                                                                |
| Carl-Johan Persson      | -                          | Guardia del Club Nocturno                         | -                                                                |
| Helene Thimoteusson     | -                          | Trabajadora Social de la Prisión                  | -                                                                |
| Niclas Löwstedt         | -                          | Oficial y Asistente de Matte                      | -                                                                |
| Shaya Khalil            | -                          | Oficial y Asistente de Matte                      | -                                                                |
| Imali Miserbiev         | -                          | Administrador del Gimnasio de la MMA              | -                                                                |
| Janette Cohen           | Yael                       | -                                                 | -                                                                |
| Aliette Opheim          | Madeleine "Madde" Wiik     | Criminal / exesposa de Milo                       | -                                                                |
| Leo Wande               | Mikhail "Mikael" Mikhailov | Hijo de Milo y Madde                              | -                                                                |

## Producción
La película fue dirigida por Peter Lindmark, escrita por Lindmark con el apoyo de los escritores Anders Nilsson y Joakim Hansson en la historia, argumento, concepto y personajes. Mientras que la edición estuvo a cargo de Nilsson, Mattias Morheden y Johanna Perhult.
Producida por Joakim Hansson, con la participación del productor creativo Anders Nilsson.
La música estuvo bajo el cargo de Bengt Nilsson, mientras que la cinematografía en manos de Andreas Wessberg.
Filmada en Estocolmo, Condado de Estocolmo y en Gotemburgo, Västra Götaland, en Suecia.
La película fue estrenada el 9 de julio de 2015 en internet y posteriormente el 27 de julio del mismo año con una duración de 1 hora con 39 minutos en Suecia.	
La película contó con el apoyo de las compañías productoras "Strix Drama", "TV4 Sweden" (coproducción), "Zweites Deutsches Fernsehen (ZDF)" (coproducción) y "Aspekt Telefilm-Produktion GmbH" (coproducción). La película fue distribuida por "Nordisk Film" en 2015 (Suecia).

### Emisión en otros países
| País      | Título                   | Cadenas/Línea | Fecha de Estreno |
| --------- | ------------------------ | ------------- | ---------------- |
| Finlandia | Johan Falk: Veritimantit | -             | -                |